# Panoptikum (ALEX Berlin)
PANOPTIKUM ist eine Talkshow, die in Berlin-Neukölln und Berlin-Friedrichshain aufgezeichnet wird und über den Kanalsender ALEX Berlin und das Internet verbreitet wird.

## Konzept
Die Sendung wird vor Publikum aufgenommen. In jeder der einstündigen Sendungen sind drei Künstler und eine Band zu Gast, die befragt werden und einige Songs vorstellen. Die Show wird live aufgezeichnet.
Im Rahmen der Sendung gibt es verschiedene wiederkehrende Elemente. So etwa das „Cocktail mixen“, bei dem jeder Gast einen persönlichen Cocktail bekommt.

## Veröffentlichung und Verbreitung
Einige Ausschnitte aus dem Programm werden nach und nach auf die Website und YouTube hochgeladen, neben der Ausstrahlung auf ALEX und anderen offenen Kanälen erscheint das Programm komplett im Internet. 

## Gäste
Die Gäste werden von der Redaktion ausgewählt. Bekannte Gäste der Sendung waren unter anderem Milton Welsh und Saralisa Volm.